# Travailleur (navire océanographique)
Pour les articles homonymes, voir Travailleur (homonymie).

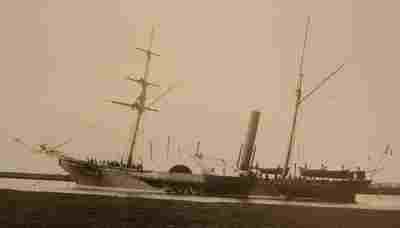
Le Travailleur

Le Travailleur est un aviso de la marine nationale française chargé de l'exploration géologique, biologique et hydrologique, dans l'Atlantique et en Méditerranée, à la fin du XIXe siècle.

## Histoire
Construit à l'arsenal de Lorient en 1864, il sert tout d'abord à la marine nationale française. C'est un aviso à roues entraînées par une machine à vapeur, de 929 tonnes.
Il est mis à la disposition, sous les commandes du capitaine Richard, en juillet 1880 de Léopold de Folin, à la tête d'une équipe de 8 scientifiques dont le professeur Alphonse Milne-Edwards et deux Britanniques pour l'exploration de la fosse de Capbreton. Il est réutilisé en 1881 et en 1882 pour diverses expéditions scientifiques.
Cette expédition permet de rassembler par dragage des collections considérables. La mission d'exploration scientifique permit de rapporter de nombreux échantillons en bocaux des animaux (poissons, crustacés, mollusques, échinodermes, zoophytes), sables, recueillis jusqu'à 5 000 mètres de profondeur (une véritable performance pour l'époque).
La collection Fischer-Œhlert qui contient des échantillons de brachiopodes récoltés lors des expéditions scientifiques de 1880, 1881, 1882, 1883 sur le Travailleur et le Talisman se trouve au Musée des Sciences de Laval.
Les importantes collections de sciences naturelles collectées par le Travailleur sont conservées au Muséum national d'Histoire naturelle.